# رئوهی شیمیزو
رئوهی شیمیزو (انگلیسی: Reruhi Shimizu؛ زادهٔ ۴ دسامبر ۱۹۹۳) اسکی‌باز پرش اهل ژاپن است.